# Foszfin-oxid

Szerves foszfin-oxidok képlete

A foszfin-oxidok OPR1R2R3 képletű foszforvegyületek. Ha egy R alkil- vagy arilcsoport, a vegyület szerves foszfin-oxid. A trifenilfoszfin-oxid például szerves. Szervetlen foszfin-oxid például a foszforil-klorid (OPCl3).

## Alapvegyület
Az alapvegyület, a foszfin-oxid (OPH3) instabil. Tömegspektrometriával igazolták oxigénből és foszfinból való keletkezését FT-IR-rel foszfin-ózon reakcióban és mátrixban foszfin, vanádium-oxitriklorid és kromil-klorid reakciójában. Stabilnak bizonyult víz-etanol oldatban fehérfoszfor elektrokémiai oxidációjakor, ahol lassan foszfinná és hipofoszforossavvá bomlik. A szekunder foszfin-oxidok (R1R2P(O)H) foszfinossavak (R1R2POH) tautomerjei.

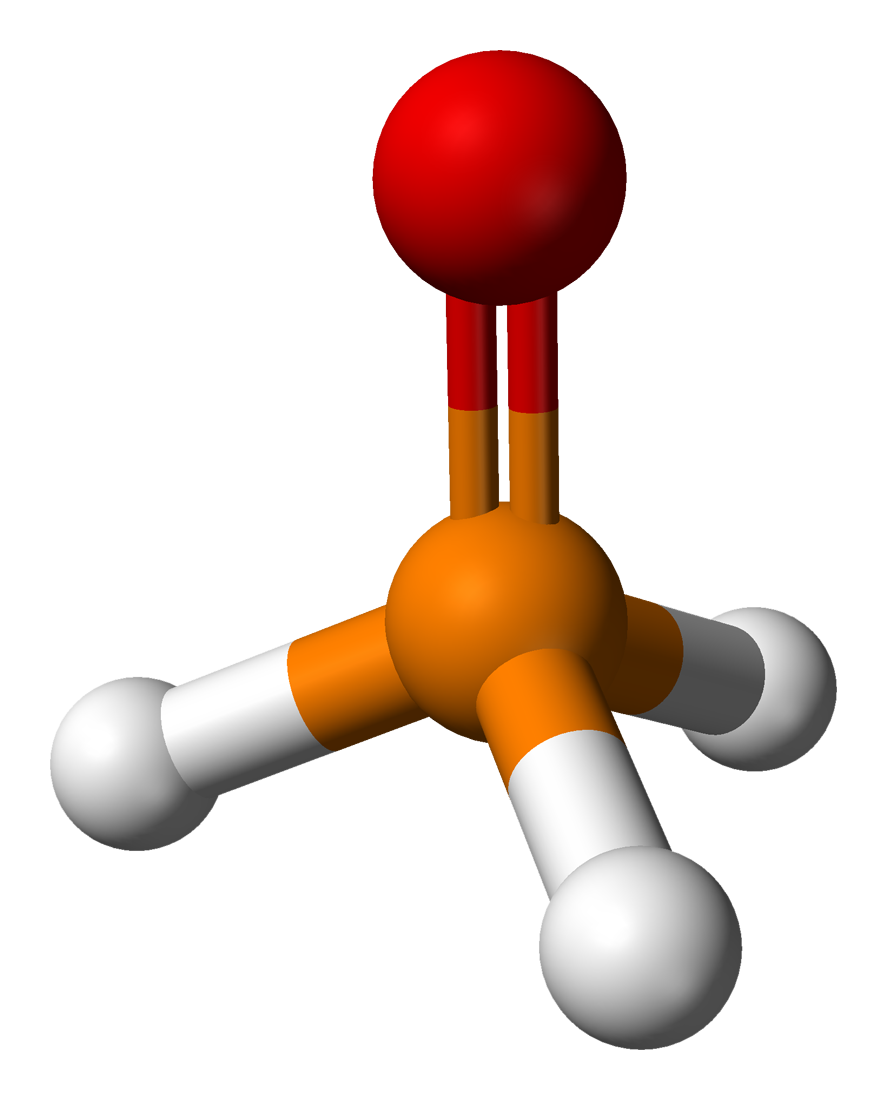
A foszfin-oxid pálcikamodellje

A foszfin-oxid a foszfin és a nitrogén-monoxid PxHy-ná történő szoba-hőmérsékletű polimerizációjának köztiterméke.

## Szerkezet

### Tercier foszfin-oxidok
A tercier foszfin-oxidok a leggyakoribbak. Képletük R1R2R3PO, így tetraéderes vegyületek. Általában tercier foszfinok oxidációjával keletkeznek. A P–O kötés rövid és poláris. A molekulapálya-elmélet szerint a rövid P–O kötés oka a nemkötő elektronok oxigén p-pályáiról a lazító P–C kötésekre kerülése. A P–O kötés természete vitatott volt. Egyesek szerint a foszforközpontú d-pályák is részt vettek a kötésben, de ezt nem igazolták számítógépes elemzések. Egyszerű Lewis-szerkezet tekintetében a kötés az amin-oxidokhoz hasonlóan inkább datív.

### Szekunder foszfin-oxidok
A szekunder foszfin-oxidok (SPO), melyek a szekunder foszfinokból (R1R2PH) származnak, és a foszfor itt is tetraéderes. Forgalomban kapható szekunderfoszfin-oxid a difenilfoszfin-oxid. Az SPO-k gyakran katalizátorok létrehozásában használatosak keresztkapcsolásos reakciókban.
A tercier foszfin-oxidoktól eltérően az SPO-k gyakran tovább oxidálódnak:
R1R2P(O)H  +  H2O2 → R1R2P(O)OH + H2O
E reakciókat a foszfinossavvá való tautomerizáció előzi meg:
R1R2P(O)H {\displaystyle \rightleftharpoons }R1R2POH

### Primer foszfin-oxidok
A primer foszfin-oxidokban is tetraéderes a foszfor. 4 különböző szubsztituenssel (például O, OH, H, R) királisak. A primer foszfin-oxidok hajlamosak a tautomerizációra, ami racémizációhoz és további oxidációhoz vezet az SPO-khoz hasonlóan. Ezenkíüvl a primer foszfin-oxidok hajlamosak a foszfinsavra és a primer foszfinra való bomlásra:
{\displaystyle {\ce {2 RP(O)H2 -> RP(O)(H)OH +2 RPH2}}}

## Szintézis
A foszfin-oxidok általában foszfinok oxidációjával keletkeznek. A levegő oxigénje gyakran elég oxidáló a trialkilfoszfinok megfelelő oxidokká alakításához szobahőmérsékleten:
R1R2R3P + 1/2 O2 → R1R2R3PO
E reakció általában nem kívánt. Ennek megakadályozására levegőmentes technikák használatosak.
A kevésbé bázikus foszfinok, például a metil-difenilfoszfin oxidjaikká hidrogén-peroxiddal alakulnak:
{\displaystyle {\ce {MePPh2 + H2O2 ->OPMePh2 + H2O}}}
A foszfin-oxidok a Wittig-reakció melléktermékeként is keletkeznek:
R1R2R3PCR4R5 + R6R7CO → R1R2R3PO + R4R5C=CR6R7
További, nem szokásos útvonal a foszfóniumvegyületek termolízise:
{\displaystyle {\ce {PPh4Cl + NaOH ->Ph3PO + NaCl + PhH}}}
Szerves foszfor-dihalogenidek hidrolízisével is előállíthatók foszfin-oxidok:
R1R2R3PCl2 + H2O → R1R2R3PO + 2 HCl
Speciális, nem oxidatív útvonal használható szekunder foszfin-oxidokhoz, melyek a klórfoszfin hidrolízisekor keletkeznek. Például a klórdifenilfoszfin difenilfoszfin-oxiddá való hidrolízise:
{\displaystyle {\ce {Ph2PCl + H2O -> Ph2P(O)H + HCl}}}

## Dezoxigenáció
A foszfin-oxidok dezoxigenációja sokat tanulmányozott, mivel számos reakció alakít tercier foszfinokat a megfelelő oxidokká. A tercier foszfinná való visszaalakítás általában szilíciumalapú oxofil reagenseket igényel. E reakciók sztöchiometriai és katalitikus folyamatokra bontható.

### Sztöchiometriai folyamatok
A triklórszilán gyakori laboratóriumi módszer. Az ipari módszerek foszgént vagy hasonló reagenseket használnak, melyek klórtrifenilfoszfónium-kloridot adnak, melyet külön redukálnak. Királis foszfin-oxidok esetén a dezoxigenáció történhet konfigurációtartással és -megfordítással. Általában trietilamin és triklórszilán keveréke esetén a reakció konfigurációfordító, Lewis-bázis hiányában általában konfigurációtartó.
{\displaystyle {\ce {HSiCl3 + Et3N <-> SiCl3^- + Et3NH+}}}
R1R2R3PO + Et3NH+ ⇋ R1R2R3POH+ + Et3N
SiCl−3 + R1R2R3POH+ → PR3 + HOSiCl3
E módszer gyakoriságának oka részben a triklórszilán hozzáférhetősége. HSiCl3 helyett más klórozott poliszilánok, például hexaklórdiszilán (Si2Cl6) is használható. Ezek benzolban vagy kloroformban való reakciójával több foszfin állítható elő.
R1R2R3PO + Si2Cl6 → R1R2R3P + Si2OCl6
2 R1R2R3PO + Si3Cl8 → 2 R1R2R3P + Si3O2Cl8
Boránok és alánok is előidézhetnek dezoxigenációt.

### Katalitikus folyamatok
A foszforsavak (R1OP(O)(OR2)H) katalizálják a foszfin-oxidok szilíciumhidrogének okozta dezoxigenációját.

## Használat
A foszfin-oxidok homogén katalízisben használt ligandumok. A koordinációs kémiában ismert a cisz helyzetű CO-ligandumokra gyakorolt labilizáló hatása (cisz-hatás).

## Fordítás
Ez a szócikk részben vagy egészben  a   Phosphine oxide című angol Wikipédia-szócikk ezen változatának fordításán alapul.  Az eredeti cikk szerkesztőit annak laptörténete sorolja fel. Ez a jelzés csupán a megfogalmazás eredetét és a szerzői jogokat jelzi, nem szolgál a cikkben szereplő információk forrásmegjelöléseként.